# Jumu'ah

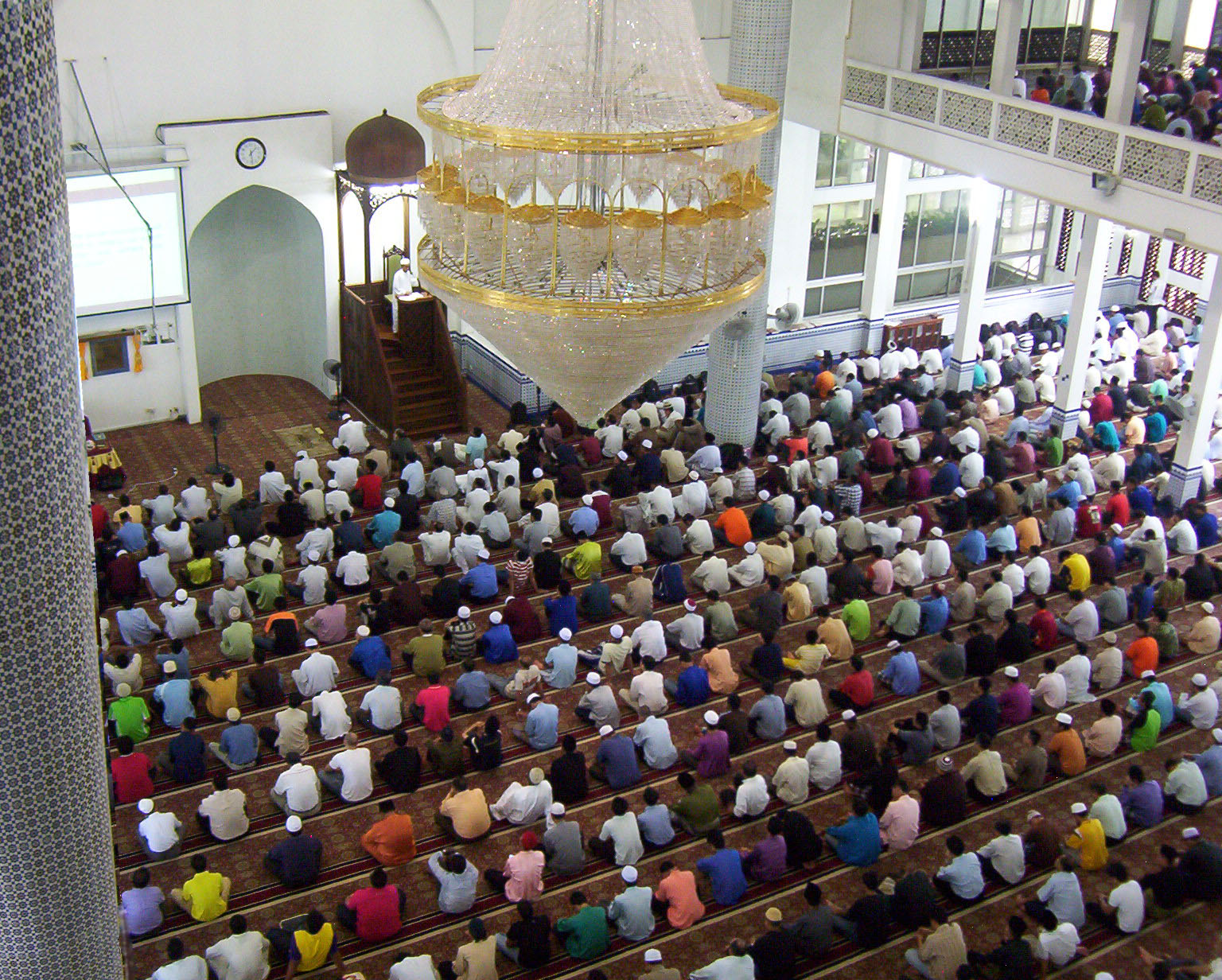
Jumu'ah em uma universidade na Malásia

Jumu'ah (em árabe: صَلَاة ٱلْجُمُعَة; romaniz.: Ṣalāt al-Jumuʿah), também conhecida como oração de sexta-feira ou oração congregacional, é uma oração (salah) que os muçulmanos realizam toda sexta-feira, logo após o meio dia, em vez da oração de Zuhr. Os muçulmanos normalmente rezam cinco vezes por dia, de acordo com o caminho do céu, independentemente do fuso horário. Jumu'ah significa sexta-feira no idioma árabe.

## Significado
Salat al-Jumu'ah ("oração de sexta-feira") é uma oração religiosa que substitui a oração diária de Zuhr (صَلَاة ٱلظُّهْر) na sexta-feira. É um dos rituais islâmicos mais exaltados e um de seus atos obrigatórios confirmados.

## Etimologia
Al-Jumu'ah é derivado do verbo ijta'ama, que significa reunir pessoas.

## No Alcorão
É mencionada no Alcorão:

Ó fiéis, quando fordes convocados, para a Oração da Sexta-feira, recorrei à recordação de Deus e abandonai os vossos negócios; isso será preferível, se quereis saber. Porém, uma vez observada a oração, dispersai-vos pela terra e procurai as graças de Deus, e mencionai muito Deus, para que prospereis.— Alcorão, sura Al-Jumua (62), ayat 9-10